# 장유섭
장유섭(1996년 6월 24일 ~ )우 대한민국의 축구선수로, 현 K리그2 안산 그리너스 FC의 소속이다.